# Minami-Aso Railway
 Minami-Aso Railway Co.,Ltd. (南阿蘇鉄道株式会社, Minami-Aso Tetsudō Kabushiki-gaisha) est une compagnie de transport de passagers qui exploite une ligne de chemin de fer dans la préfecture de Kumamoto au Japon. Son siège social se trouve dans le bourg de Takamori.

## Histoire
La compagnie a été fondée le 1er avril 1985. Elle commence l'exploitation de la ligne Takamori le 1er avril 1986 après son transfert de la Japanese National Railways.

## Ligne
La compagnie possède une ligne.
| Ligne          | Nom japonais | Terminus          | Longueur (km) | Gares |
| -------------- | ------------ | ----------------- | ------------- | ----- |
| Ligne Takamori | 高森線       | Tateno - Takamori | 17,7          | 9     |

## Matériel roulant

Matériel roulant de la compagnie
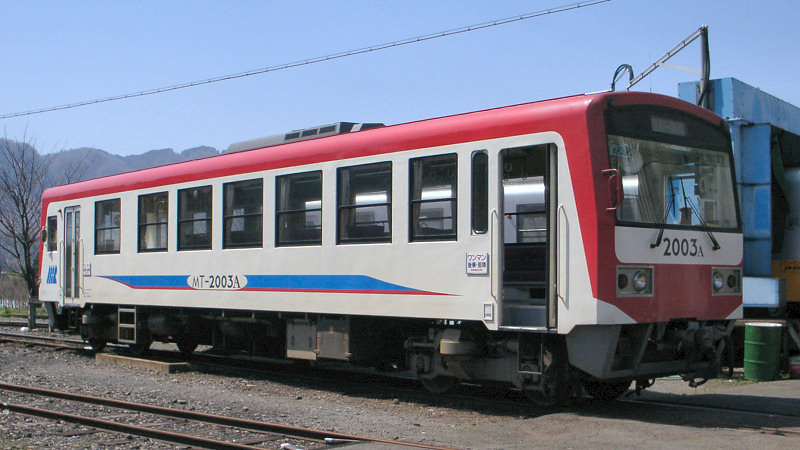
MT-2000A
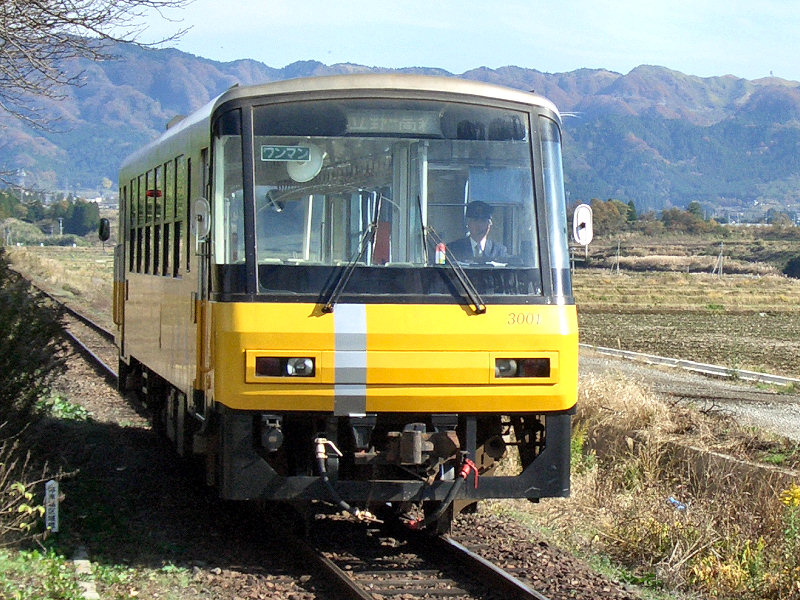
MT-3000
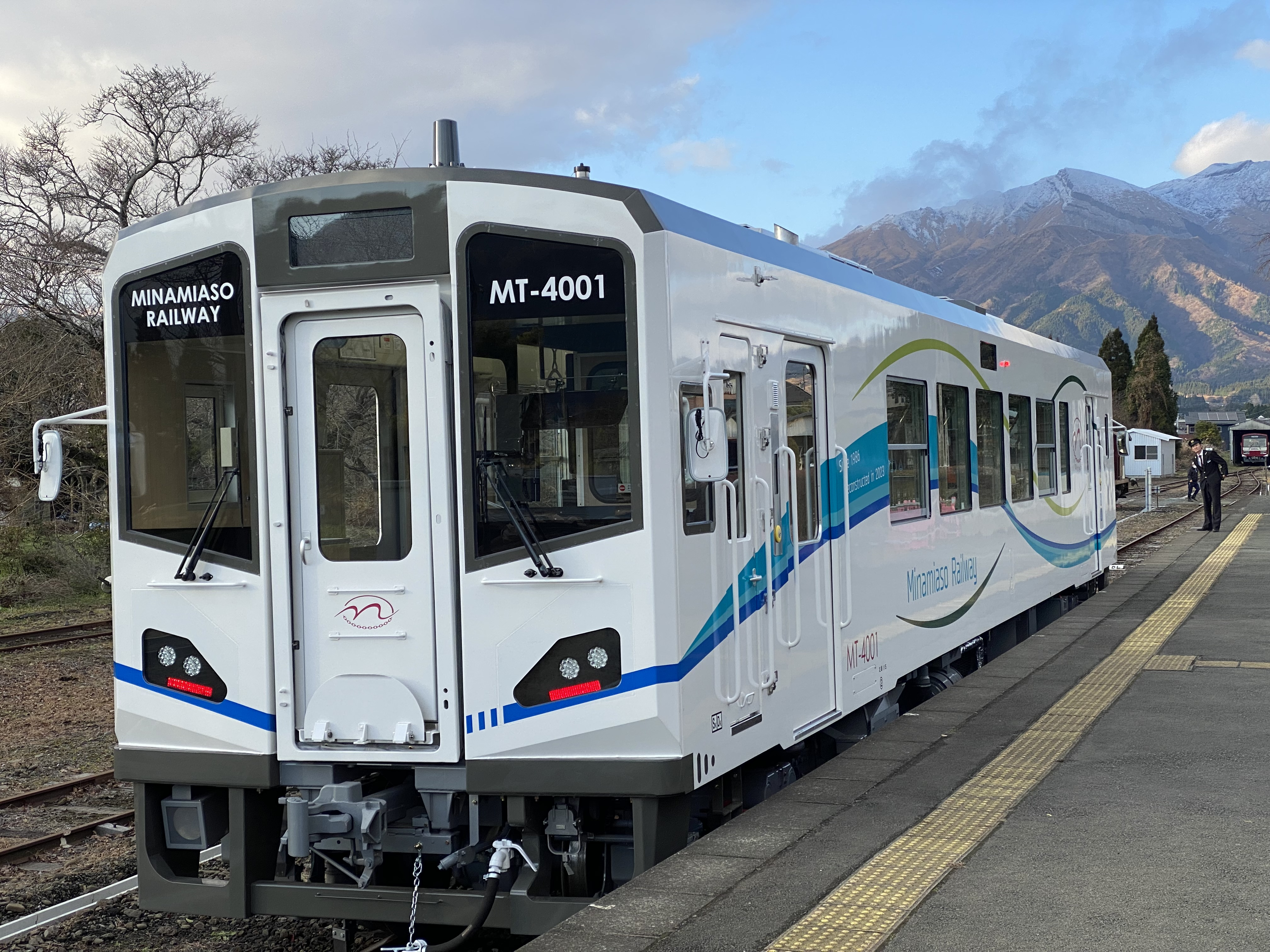
MT-4000
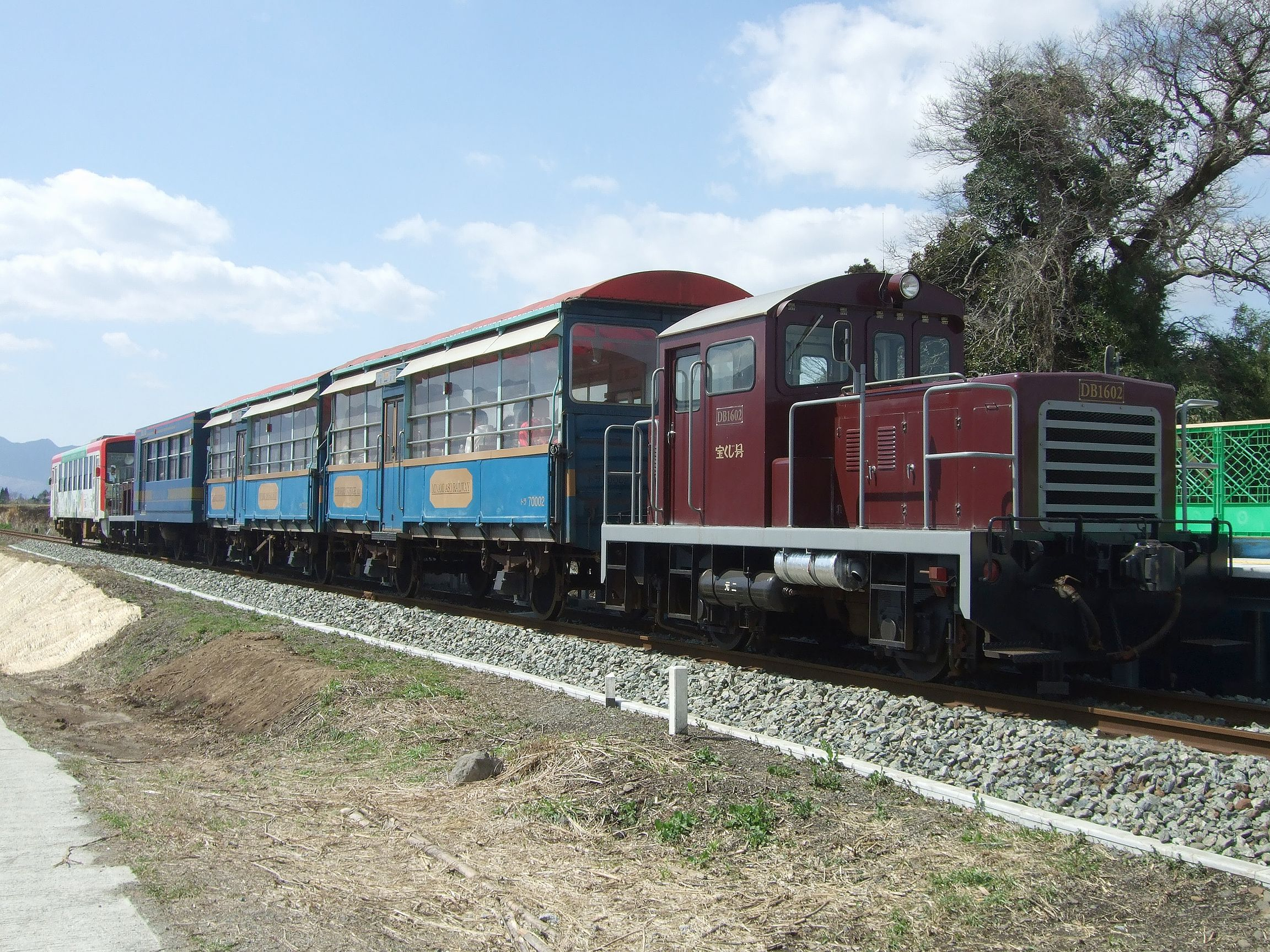
Train touristique Yusuge